# Chiesa dell'Itria (Favara)
La chiesa della Beata Maria Vergine dell'Itria, conosciuta semplicemente come chiesa dell'Itria, è un luogo di culto cattolico di Favara.

## Storia
Fu edificata intorno al 1530 per volere della Confraternita di Nostra Signora dell'Itria. Secondo un antico manoscritto settecentesco, all'origine probabilmente fu un fortino dei Chiaramonte utilizzato per il controllo e la difesa del territorio e solo successivamente fu trasformato in chiesa prima dedicata a San Filippo e poi alla Madonna Odigitria più comunemente conosciuta come Madonna dell'Itria. A tutto ciò va aggiunto che fino agli anni cinquanta sopra il portale d'ingresso era visibile lo stemma dei Chiaramonte, il che avvalora ancor di più la tesi che la chiesa sia stata un edificio strategico - militare. Tuttavia questo può essere smentito dalla presenza del grande portale sul lato minore.

## Descrizione
Stretta fra due grandi palazzi, da un punto di vista architettonico è la più antica di Favara. Strutturalmente si tratta di una chiesa a forma rettangolare costituita da un'unica navata preceduta all'ingresso da un magnifico portale ogivale. Stilisticamente appare di fattura trecentesca o degli inizi del Quattrocento. Un grande arco depresso che precede l'altare all'interno della chiesa ci avvicina al primo Quattrocento. Nel complesso la struttura si rifà al neoclassicismo, molto in voga all'epoca. L'edificio ha subito vari restauri nel corso dei secoli soprattutto nell'arco di tempo che va dal 1782 al 1789, nonostante ciò presenta ancora tre monofore a feritoia nei rispettivi lati lunghi, di cui una soltanto in vista all'esterno nella parete di mezzogiorno. I cantoni, oggi ricoperti da intonaco, sono di tipo medievale e costruiti con conci di tufo calcareo grigio. All'interno della chiesa troviamo la zona absidale, più grande dell'originale, poiché venne rifatta nel corso del primo Seicento per volere del vescovo Bonincontro mentre sull'altare maggiore, ricostruito di recente, si nota la pregevole statua lignea della Madonna dell'Itria risalente al XVI secolo. Dello stesso periodo è un grande crocifisso sull'altare, a sinistra di quello maggiore, di notevole valore artistico.
Dal 14 settembre 2003 al 14 ottobre 2012 è stata retta dal parroco don Alessandro Di Fede Santangelo, nominato poi arciprete di Bivona (AG). Dal (2013) al (2015) è stata retta da don Manlio Iacoponelli. Dal (2016) don Calogero Lo Bello ricopre il ruolo.